# Avia B-135
Le Avia B-135 est un avion de chasse développé en Tchécoslovaquie peu de temps avant la Seconde Guerre mondiale.

## Contexte
Le biplan Avia B.534 vole en 1933 et entre en service dans l'armée de l'air tchécoslovaque en 1935, et constitue un chasseur très capable à cette date. Cependant, dans un contexte de progrès très rapide des technologies aéronautiques, il est vite obsolète. C'est aussi en 1935 que le Messerschmitt Bf 109 fait son premier vol, suivi en 1936 par le Supermarine Spitfire. Ces appareils monoplan, à aile basse, de construction entièrement métallique et dotés d'un train d'atterrissage rentrant, redéfinissent ce qu'est un avion de chasse.

## Développement
Se sentant menacée par l'expansionnisme allemand, la Tchécoslovaquie ne tarde pas à lancer le projet d'un nouveau chasseur plus performant. L'ingénieur d'Avia František Novotný supervise le projet. Il conçoit un chasseur autour d'un « moteur-canon » français, c'est-à-dire le Hispano-Suiza 12Y (produit sous licence par Avia) associé à un canon Hispano-Suiza HS-404 de 20 mm tirant à travers le moyeu de l'hélice. Ce même assemblage est utilisé sur les Dewoitine D.520. En plus du canon de 20 mm, l'appareil possède aussi deux mitrailleuses de 7,92 mm, synchronisées pour tirer dans le champ de l'hélice. Le premier prototype, désigné R.35, vole en septembre 1938. Il utilise un train d'atterrissage fixe, mais il n'est pas prévu de mettre en service dans cette configuration : ce choix est fait pour permettre d'accélérer le développement de l'avion. L'invasion de la Bohème-Moravie, placée sous protectorat allemand le 15 mars 1939, met fin au projet de produire ces avions pour la Tchécoslovaquie.

## Devenir
Sous l'occupation allemande, le prototype B-35.3, est doté d'un train rétractable. L'avion est alors commandé, dans sa version de série désignée B-135 par la Bulgarie, alliée de l'Allemagne à l'époque. La commande porte sur 12 avions complets et plus de 50 moteurs-canons, le projet étant de produire les 50 cellules supplémentaires en Bulgarie. Seuls les 12 premiers avions sont effectivement réalisés, et sont utilisés en Bulgarie. Ils ne semblent avoir vraiment connu le combat qu'en une seule occasion, le 30 mars 1944, face à une formation de bombardiers américains. Ils auraient abattu un Consolidated B-24 Liberator.